# Rives (Isère)
Rives é uma comuna francesa na região administrativa de Auvérnia-Ródano-Alpes, no departamento de Isère. Estende-se por uma área de 10,93 km², com > 7 000 habitantes, segundo os censos de 2 008, com uma densidade de 514 hab/km².